# Felix (voornaam)
Felix is een jongensnaam. Er zijn diverse schrijfwijzen van de naam: Félix , Felíx en Fèlix. Felicia is de vrouwelijke vorm van de naam Felix.
De naam komt uit het Latijn, waar het 'vruchtbaar, gelukkig, geluk brengend' betekent. In de Romeinse tijd was Felix een naam  die regelmatig voorkwam bij slaven en vrijgelatenen; daarna kwam hij reeds vroeg bij christenen voor.